# Carugate
Carugate (Carugaa en llombard) és una comune (municipalitat) de la ciutat metropolitana de Milà, a la Llombardia, ubicada a quinze quilòmentres al nord-est de Milà. Al desembre de 2004, tenia 13.479 habitants en una àrea de 5,4 km²
Limita amb les següents municipalitats: Agrate Brianza, Caponago, Brugherio, Pessano con Bornago, Bussero, Cernusco sul Naviglio.